# Medio penique de San Patricio

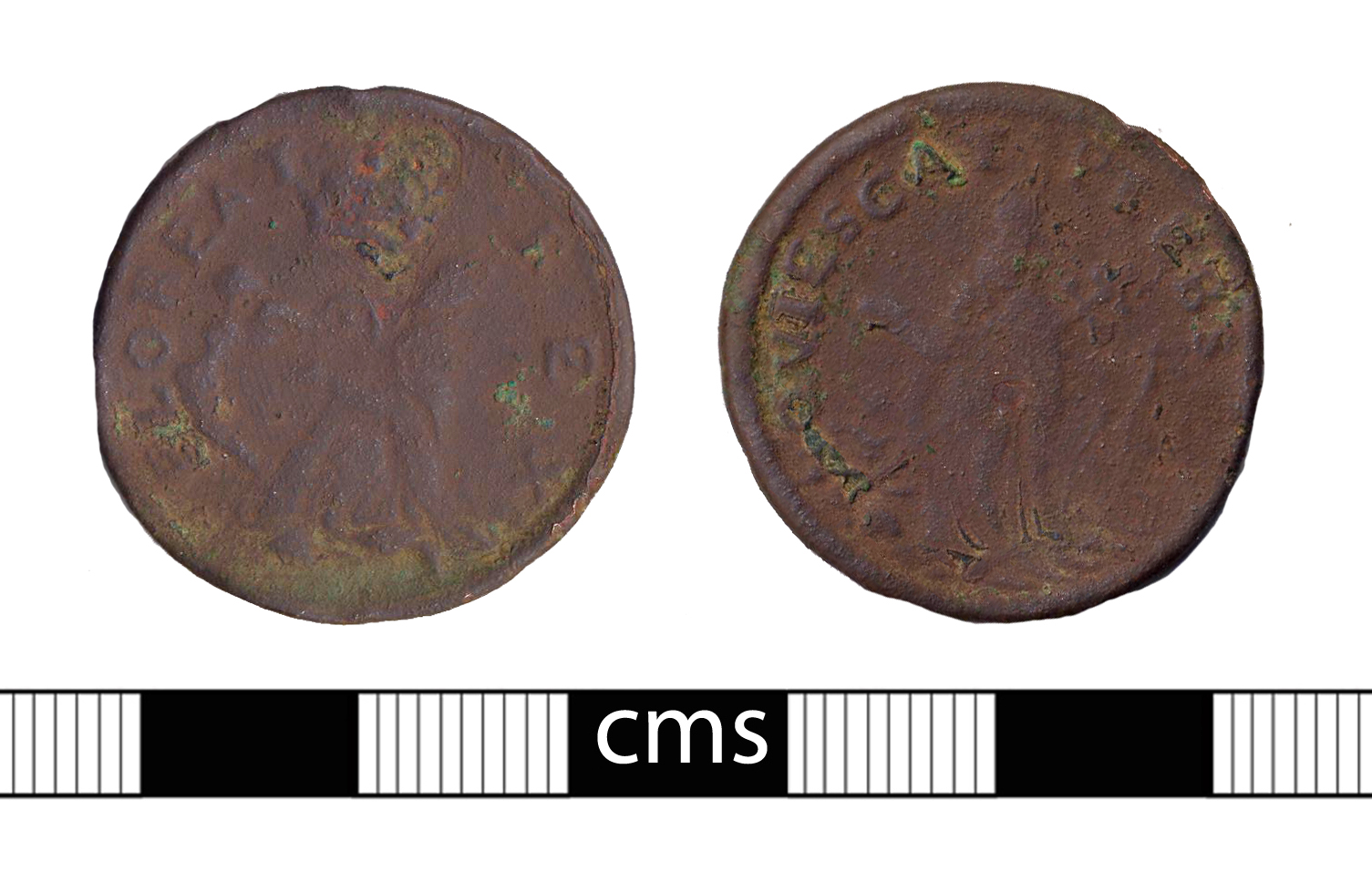
Moneda de San Patricio, fechada entre 1658 y 1670. La moneda está muy desgastada, pero las leyendas FLOREAT REX y QUIESCAT PLEBS son legibles.

El medio penique de San Patricio era una moneda acuñada en el siglo XVII en Inglaterra, Irlanda y Gales. El diseño del reverso muestra al rey David arrodillado tocando un arpa mientras contempla la corona real de Inglaterra. Una peculiaridad del arpa es que lleva una figura femenina alada semidesnuda en el pilar. La leyenda en el anverso dice FLOREAT REX («Que el Rey Florezca»).

## Detalles

### San Patricio
El anverso del medio penique de cobre más pequeño muestra a San Patricio vestido con ropas de obispo que lleva una mitra y sostiene un báculo de doble cruz. Se le representa disipando las serpientes de Irlanda que se representan como varias bestias acuáticas, algunas son fabulosas. En el fondo está supuestamente la Catedral de San Patricio, Dublín. La leyenda dice QUIESCAT PLEBS («Que el Pueblo esté en Paz»).
En los especímenes de cobre más grandes, se ve a San Patricio predicando a una multitud reunida a su alrededor. A su derecha hay un escudo con dispositivos de varias torres que generalmente se interpretan como tres, lo que sugiere el escudo de la ciudad de Dublín. La leyenda dice ECCE GREX («Contemplar el rebaño»). La mayoría de estos medios peniques de San Patricio son monedas de cobre con un toque de latón acuñadas en dos tamaños, grande y pequeño. Existen varios especímenes conocidos en plata y uno en oro, aunque también se han hecho informes de peltre y plomo. Los especímenes de plata y oro se acuñan en los troqueles de cobre más pequeños. 

## Historia

### Origen
Aún no se sabe dónde se acuñaron estas monedas. Una sugerencia es que fueron acuñadas en la Torre de Londres. Cuándo se acuñaron estas monedas ha sido objeto de debate durante los últimos doscientos sesenta años. Las fechas propuestas para estas monedas han sido 1641-1642; 1667-1669; 1672-1674. El pensamiento actual es que fueron acuñadas entre 1646 y 1660 antes del reinado oficial de Carlos II de Inglaterra, mientras estaba en el exilio, debido a nuevos documentos recientemente descubiertos por John N. Lupia y publicados en el C4 Newsletter de 2008. Quién los acuñó y las circunstancias que los rodean aún son inciertos. Se han propuesto dos candidatos: Pierre Blondeau o Nicholas Briot como diseñador de estas monedas, pero la sugerencia de ambos parece poco probable. John N. Lupia ha publicado en el C4 Newsletter de 2009 nuevas pruebas documentales que demuestran que tanto las monedas de cobre pequeñas como las grandes son de medio penique. La emisión pequeña se acuñó entre 1646 y 1660 y la mayor entre 1688 y 1690.
Un espécimen de cobre más pequeño tiene un contrasello a lo largo de la base del anverso que dice MDLIII, lo que puede sugerir una fecha de 1553, pero eso es demasiado temprano para tomarlo en serio.
Se supone que existen alrededor de 450 variedades diferentes de dados de esta serie en la moneda pequeña. Aproximadamente 1.100 especímenes se conocen en el censo. Se ha estimado que el número de monedas acuñadas oscila entre aproximadamente 1.500.000 y más de 7.000.000 de piezas.

### Etapas posteriores
En algún momento antes de 1678, una cantidad desconocida de estas monedas de San Patricio fueron traídas a la Isla de Man. Una ley de Tynwald del 24 de junio de 1679 los desmonetizó a partir del 15 de enero de 1680, lo que hizo que los especímenes posteriores allí fueran extremadamente raros.

## Chelín de Nueva Jersey Occidental
En 1681 se supone que Mark Newby, un cuáquero que emigró de Irlanda, había traído una cantidad sustancial de estas monedas de cobre a América del Norte cuando se mudó al oeste de Nueva Jersey, estableciéndose en Camden. El 18 de mayo de 1682 contribuyó decisivamente a que estos cobres se convirtieran en moneda de curso legal en la región.
Los numismáticos clasifican las diversas variedades de dados según los esquemas propuestos por Walter Breen y Robert Vlack, dándoles números de Breen o Vlack seguidos de letras. Las variedades de dados para la moneda más grande han sido completamente documentadas por el Dr. Roger Moore, Stanley E. Stevens y Robert Vlack, en el Colonial Newsletter de 2005.